# Вулиця Конопницької (Львів)
Вулиця Конопни́цької — вулиця у Личаківському районі міста Львова, в місцевості Погулянка. Сполучає вулиці Костя Левицького та Зелену.

## Назва
Вулиця виникла вулиця у 1911 році. Свою першу назву, Кохановского бічна, отримала 1911 року, на честь польського поета, перекладача, драматурга епохи Відродження Яна Кохановського. 1913 року була перейменована на вулицю Ясну. 1923 року отримала нову назву вулиця Конопницької, на честь польської письменниці Марії Конопницької (1842—1910). Під час німецької окупації мала назву Корняктґассе, на честь заможного львівського купця й мецената, грека Костянтина Корнякта (бл. 1520—1603). У липні 1944 року повернута передвоєнна назва — вулиця Конопницької, яка залишилася без змін донині.

## Забудова
В архітектурному ансамблі вулиці Конопницької переважають будівлі збудовані у стилі пізнього геометричного та ретроспективного модерну. Більшість будинків внесено до Реєстру пам'яток архітектури місцевого значення.

### Будинки
№ 2, 4, 6 — комплекс з трьох чиншових (прибуткових) кам'яниць споруджених у 1911—1912 роках для колишніх власників Арона та Германа Нахтів за проєктом Юзефа Авіна. Скульптурний декор виконав Зигмунт Курчинський — ліпнина із стилізованими геометричними мотивами. В будинку № 4, від 1919 року до вересня 1939 року, містилося архітектурне бюро Зигмунта Шмукера. Будинки під № 4 та № 6 внесені до Реєстру пам'яток архітектури місцевого значення під охоронними № 1253-м та № 123-м.
№ 3 — будинок Медичної Палати (1935—1937), споруджений за спільним проєктом архітекторів Тадеуша Врубеля та Леопольда Карасінського в стилі ар-деко. Автори проєкту вдало вписали будинок у вже існуючу забудову вулиці. Фасад вздовж вулиці Конопницькій має довжину 18 метрів, а в глибину — 26 метрів. У будинку було запроєктовано зал, клубні приміщення та бібліотеку. Фасад будинку оздоблено декоративними вставками виконаними в техніці сграфіто. На них зображено емблему медицини (чаша зі змією), рослинний орнамент та відому фразу Гіппократа: «Ars longa, vita brevis, occasio praeceps, experimentum periculosum, iudicium difficile» (укр. «Життя коротке, мистецтво вічне, випадкові обставини швидкоплинні, досвід оманний, судження важкі»). Від вересня 1939 року до червня 1941 року в будівлі містився так званий Будинок лікаря. По війні тут містився Облздороввідділ, нині — Департамент охорони здоров'я Львівської обласної державної адміністрації. Будинок внесений до Реєстру пам'яток архітектури місцевого значення під охоронним № 932-м.
№ 8 — будинок споруджений у 1911-1912 роках за проєктом архітектора Станіслава Ольшевського. Виконаний у стилі «постісторизм» з використанням модернізованих елементів бароко та класицизму. Будинок під № 8 належав відомому лікарю та судовому експерту Влодзімєжові Сєрадзькому. У 1919 році тут містилося російське консульство. У міжвоєнний період містилася редакція газети «Львівські відомості музичні і літерацькі». Будинок внесений до Реєстру пам'яток архітектури місцевого значення під охоронними № 124-м.
№ 10 — будинок споруджений у 1912-1913 роках за спільним проєктом архітекторів Станіслава Ольшевського та Зигмунта Шмукера для Норберта Ґольда. Виконаний у стилі «постісторизм» з використанням модернізованих елементів бароко та класицизму. Активним декоративним елементом фасаду виступає вікно «волове око» фланковане фігурами путті та гірляндами з квітів. В будинку від 1960-х років  до своєї смерті мешкав видатний український диригент та композитор Микола Колесса. Будинок внесений до Реєстру пам'яток архітектури місцевого значення під охоронними № 125-м.
№ 14 — будинок споруджений у 1913 році за проєктом архітектора Юзефа Авіна для Мейлеха Розеблюта на парцелі, що була у власності Якуба Льовенгека у стилі «раціональної» сецесії з елементами неокласицизму. Як і сусідній будинок під № 16 у 1920 році також Льовенгеку, власнику кам'яниці на нинішній вул. Шевській, 4 з готелем та рестораном «Ванда». Скульптор Зигмунт Курчинський оздобив фасад плинними жіночими силуетами, згрупованими у капітелі, та майоліковим рельєфом «Путто з квітами». Керамічні плитки підлоги вестибюля з геометричним мотивом були виконані львівською фірмою інженера Генрика Ебера. У міжвоєнний період в будинку працювала крамниця штучних квітів Іґнатовської. В цьому ж будинку у 1943—1944 роках мешкав відомий вчений-мовознавець Юрій Шевельов. 17 грудня 2013 року зліва від вхідних дверей будинку було встановлено пам'ятну таблицю з короткою інформацією про вченого. Замовником на проєктування, виготовлення та встановлення пам'ятної таблиці виступило управління культури департаменту гуманітарної політики Львівської міської ради. Будинок внесений до Реєстру пам'яток архітектури місцевого значення під охоронним № 126-м.
№ 16 (інша адреса — вулиця Зелена, 17) — будинок споруджений у 1912-1914 роках за проєктом архітектора Фердинанда Касслера у стилі модернізованого бароко з елементами пізньої сецесії, для потреб Якуба Льовенгека. Будинок завершує висока наріжна кругла вежа, а фасади вирішені в активній взаємодії заглиблень лоджій, пластично випуклих ризалітів, балконів та карнизів. У лютому 1917 року дах і вежа постраждали від пожежі. До початку другої світової війни будинок належав Якубу й Бетті, а також стоматологу Бернарду Льовенгекам.

Світлини вуличної забудови
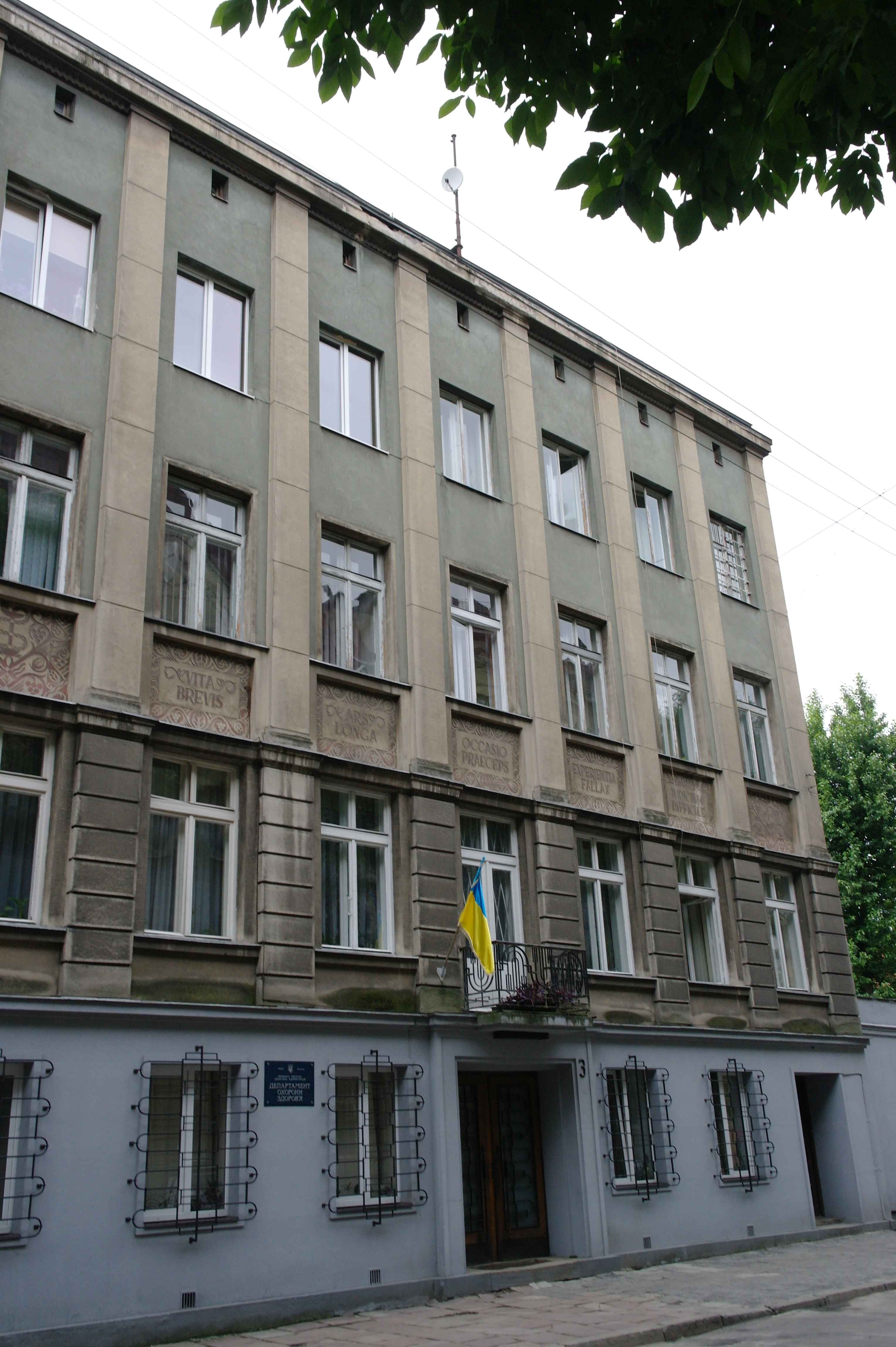
Колишній будинок Медичної палати (вул. Конопницької, 3)
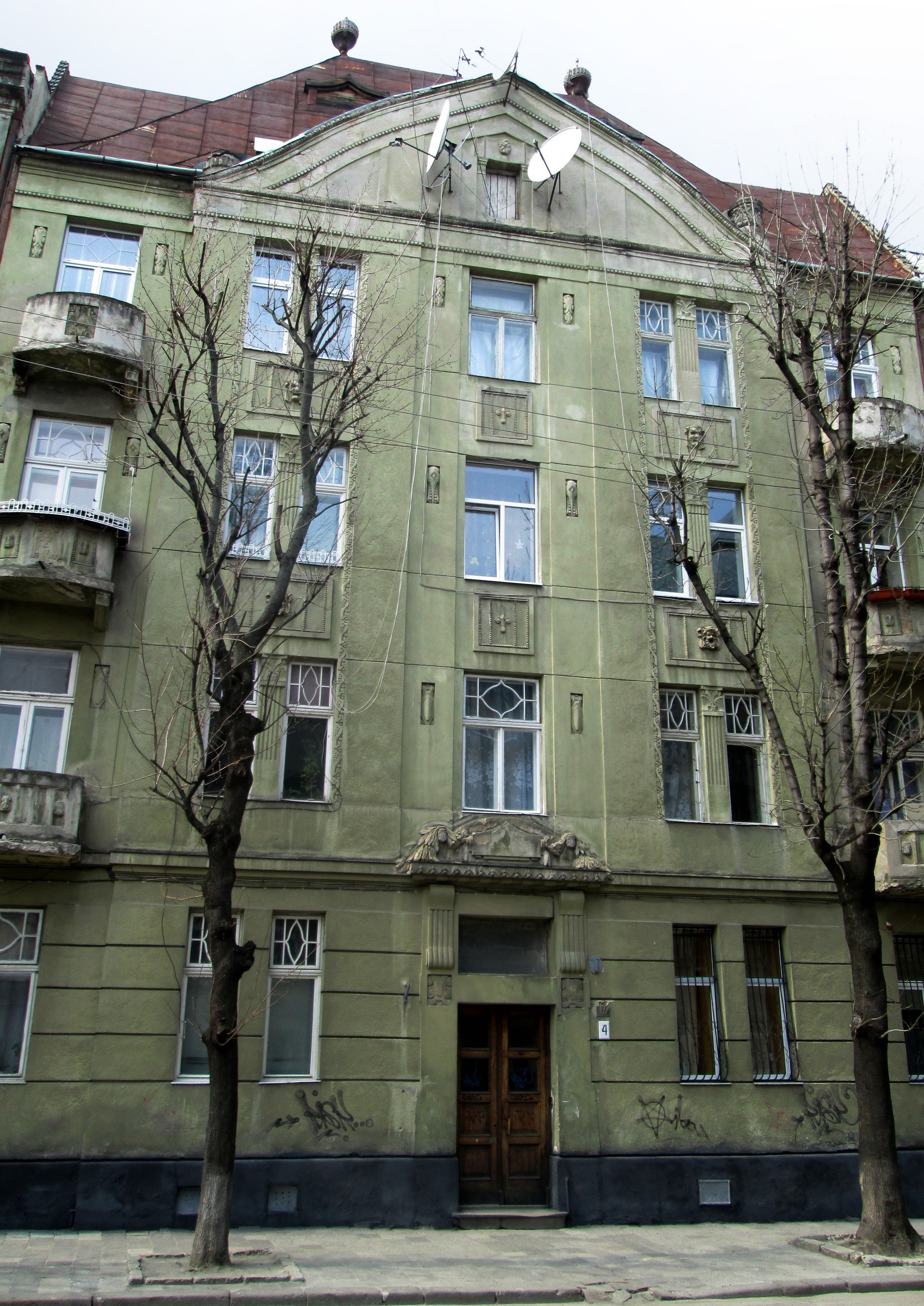
Колишня кам'яниця Нахтів (вул. Конопницької, 4)
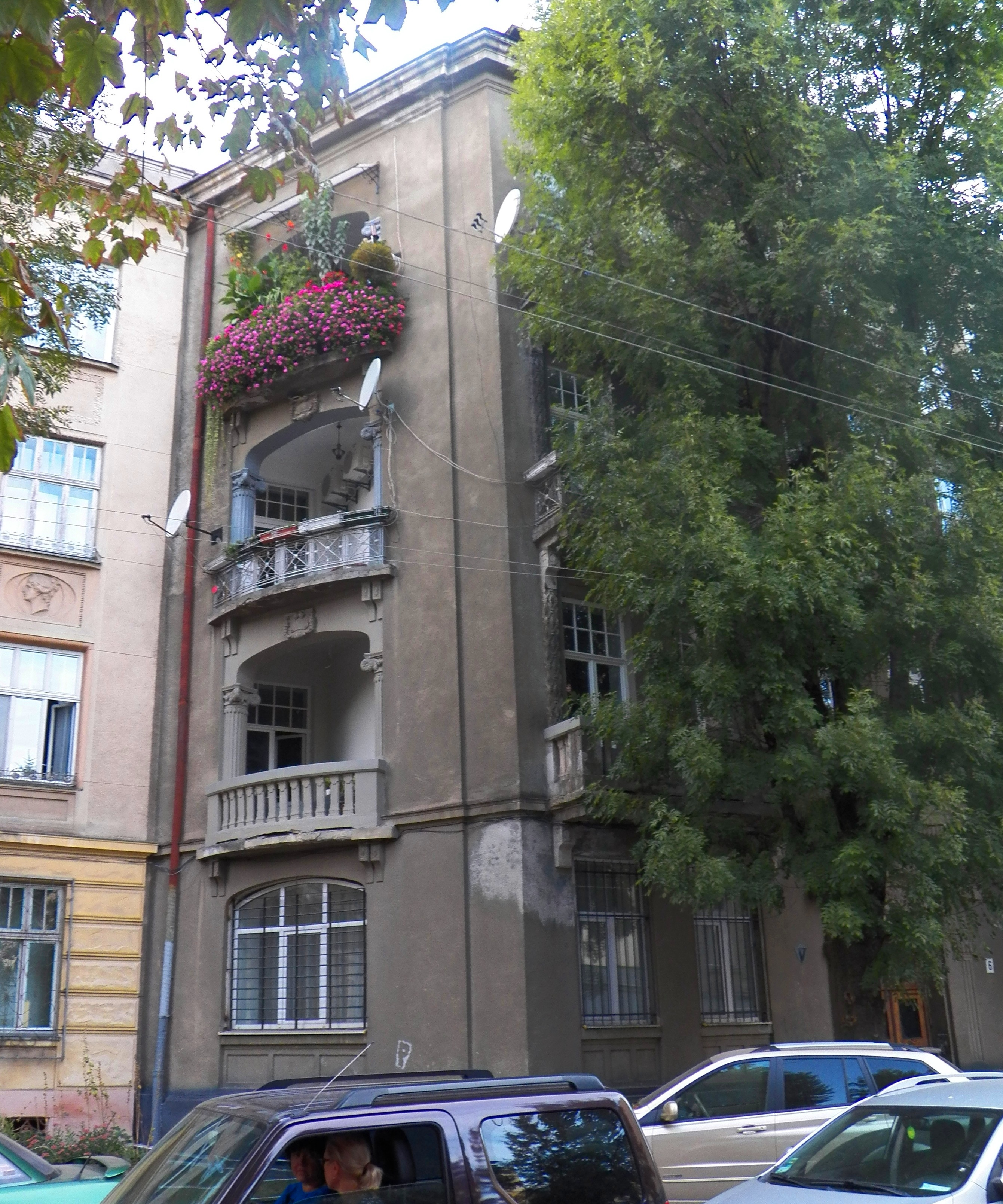
Колишня кам'яниця Нахтів (вул. Конопницької, 6)
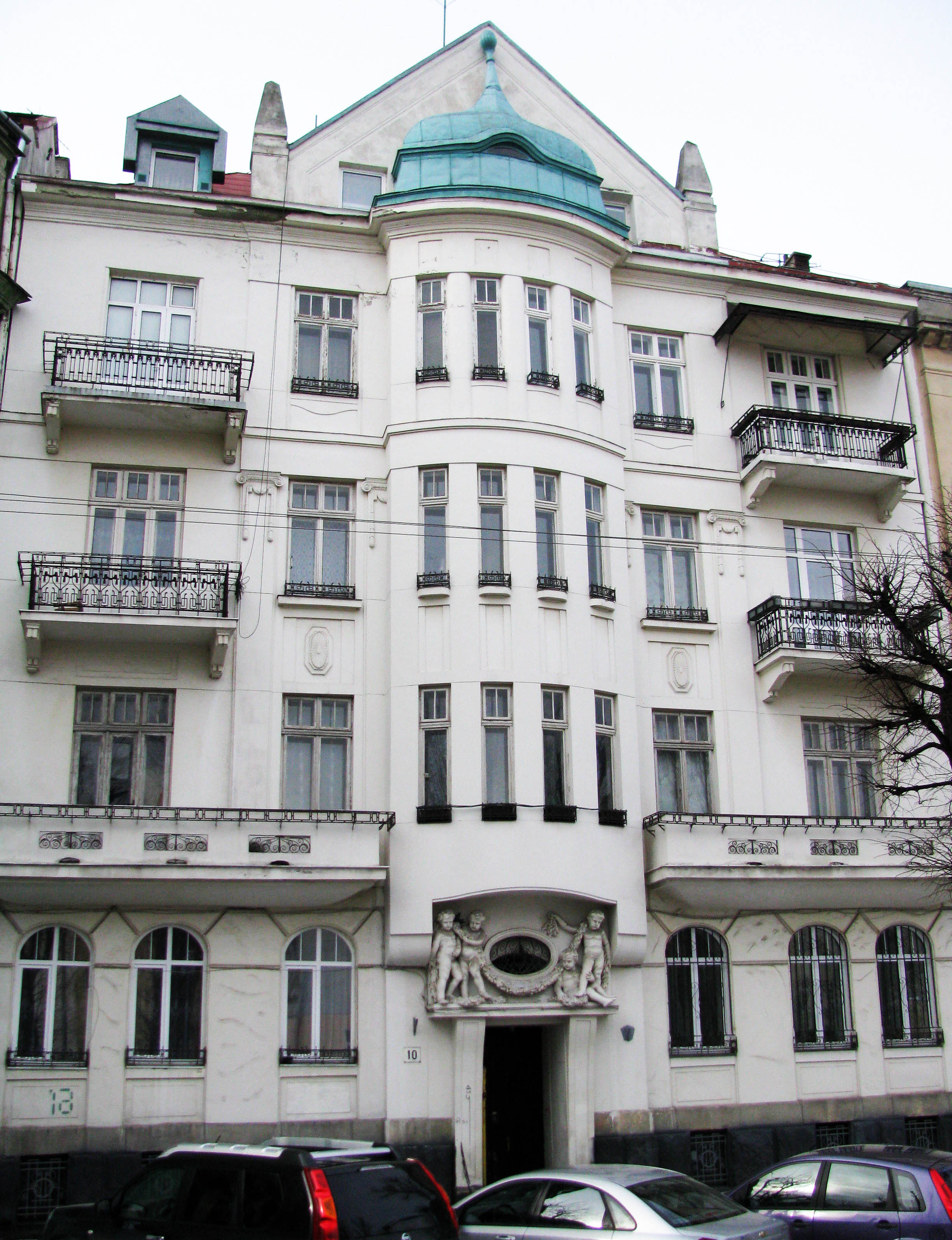
Житловий будинок (вул. Конопницької, 10)
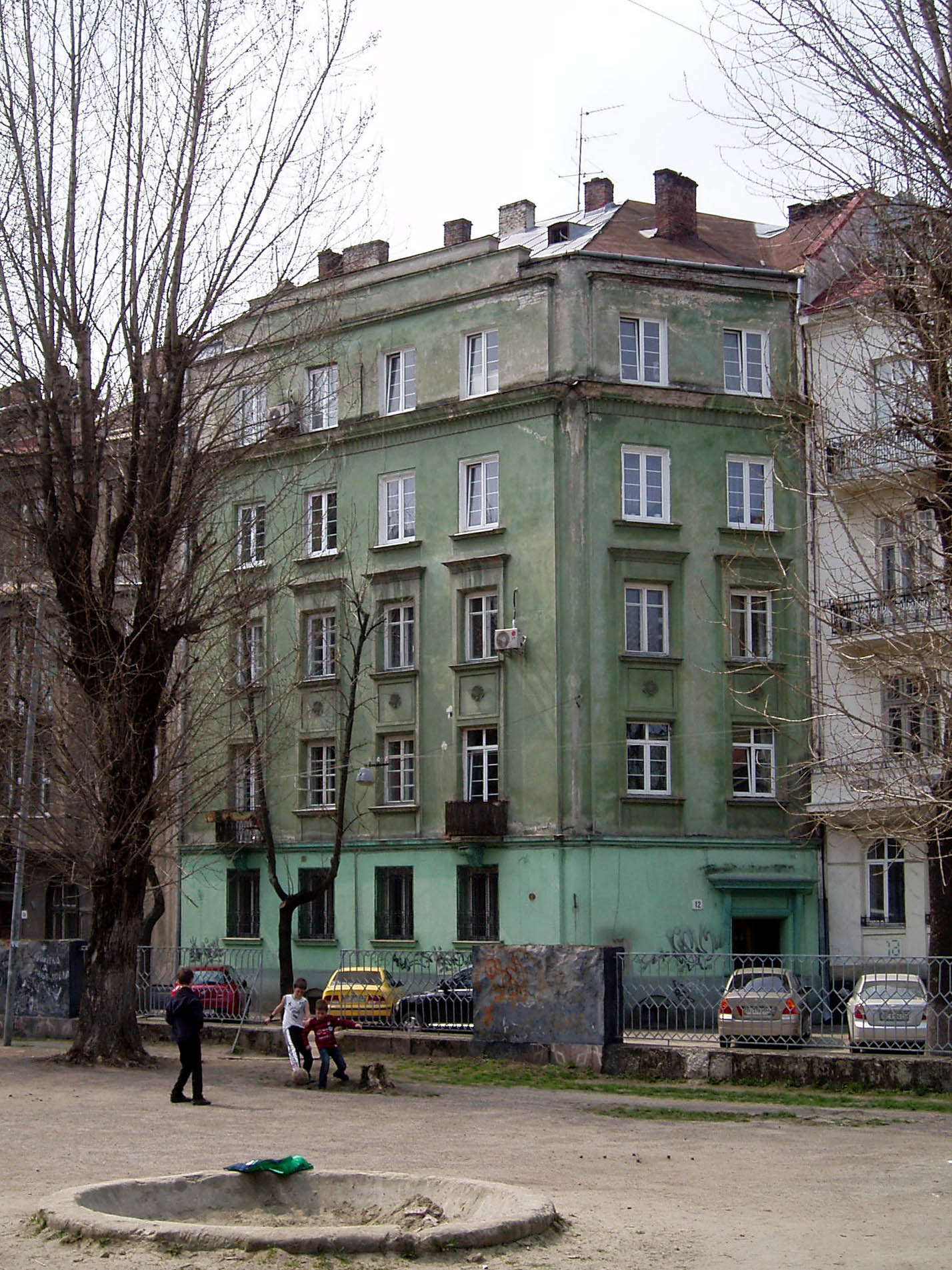
Житловий будинок (вул. Конопницької, 12)
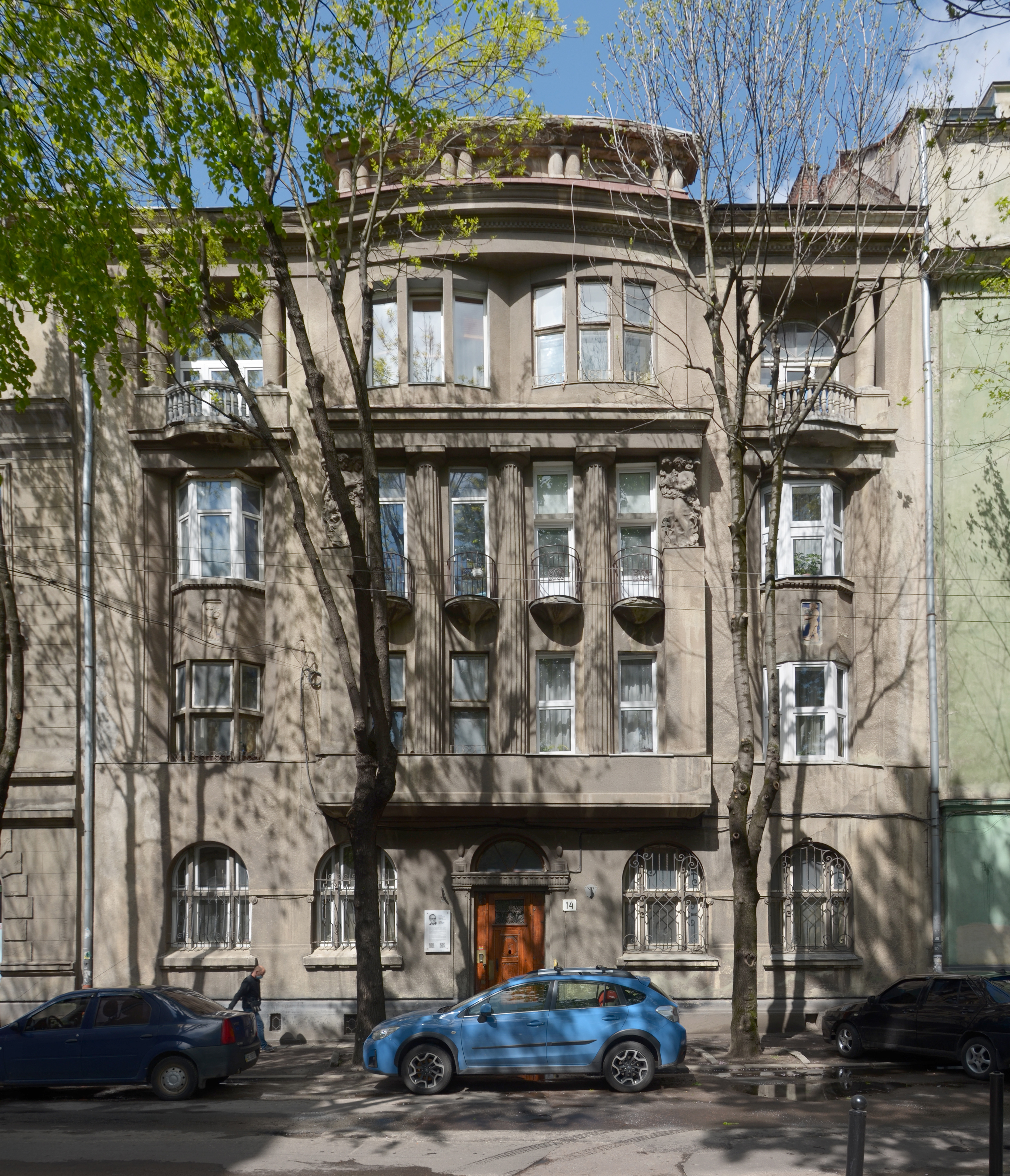
Колишній будинок Льовенгеків (вул. Конопницької, 14)